# نسیم آنلاین
نسیم آنلاین یکی از خبرگزاری‌های فعال در ایران است. مدیرمسئولی این سایت را محمدصابر نیکنام و سردبیری آن را علیرضا مهری بر عهده دارد.
نسیم آنلاین اولین رسانه‌ای بود که با انتشار جزئیاتی از مولدسازی، پای این تصمیم جنجالی را به فضای نقد و بررسی کارشناسی و رسانه‌ای باز کرد.

## تاریخچه
نسیم آنلاین نام یک خبرگزاری پیام کوتاه است که به طور رسمی در سال 1390 و با حضور جمعی از خبرنگارانی که تا پیش از این خبرگزاری دانشجو را اداره می کردند، شروع به فعالیت کرد. نسیم‌آنلاین در جلسه هیأت نظارت بر مطبوعات وزارت فرهنگ و ارشاد اسلامی مورخ 7 بهمن 1392 مجوز رسمی فعالیت از وزارت ارشاد دریافت کرد.
به نظر می آید وجه تسمیه نسیم از حروف ابتدایی لاتین این خبرگزاری نشأت می گیرد (International News Agency Of Short Message). نکته جالب اینکه بسیاری از مردم به دلیل شباهت اسمی، نسیم را با خبرگزاری تسنیم اشتباه می گیرند. 
نسیم آنلاین با مدیرمسئولی محمد شجاعیان و مهدی عرفاتی شروع به کار کرد. 
سال 1397 محمدسعید جباری جایگزین محمد شجاعیان شد. 
آذرماه 1399 بود که مدیرمسئول نسیم آنلاین به دلیل عارضه قلبی درگذشت. بعد از محمدسعید جباری، محمدصابر نیکنام به عنوان مدیرمسئول نسیم‌آنلاین و علیرضا مهری به عنوان سردبیر این رسانه معرفی شدند.